# BBC One Scotland
BBC One Scotland — британский телеканал, шотландское региональное отделение BBC One, первого телеканала Британской вещательной корпорации. Под этим именем вещает большую часть времени с момента своего основания, а также располагает своими уникальными заставками, которые показывают уникальность шотландской версии. Центральная студия вещания располагается в Глазго. Текущее оформление действует с 7 октября 2006. С 14 января 2013 BBC One Scotland вещает и в HD-формате в сетях Freeview, Freesat, Sky и Virgin Media. 10 декабря 2013 HD-версия и SD-версия поменялись частотами для подписчиков пакета Sky телевидения высокой чёткости.

## Сетка вещания
BBC One Scotland отвечает за трансляцию уникальных событий: ежегодно в канун нового года выходит новогоднее шоу Hogmanay Live, также по этому каналу транслируются футбольные матчи сборной Шотландии, матчи чемпионата и кубка Шотландии, матчи сборной Шотландии по регби на Кубке шести наций и чемпионате мира, а также выступления шотландских спортсменов на Играх Содружества и Олимпийских играх.
Следуя общенациональной сетке вещания, принятой BBC One, в Шотландии вместе с тем транслируют свои передачи и фильмы: мыльную оперу River City и футбольную передачу Sportscene. Вследствие этого выходящие в одно и то же время на BBC One программы (например, Holby City), показываются абсолютно в другое время. В постоянное время выходят выпуски новостей (Reporting Scotland), спортивные программы (Sportscene) и прогнозы погоды (BBC Weather).
В число постоянных программ шотландской службы BBC входят:
- BBC Scotland Investigates
- The Beechgrove Garden
- Gary: Tank Commander
- Reporting Scotland
- River City
- Sportscene
- The Scheme
- 24/7

## Доступность
Телеканал BBC One Scotland входит во все пакеты телевидения в Шотландии и показывается преимущественно на 1-м или 101-м канале. Доступно спутниковое, кабельное и цифровое вещание. Программы, показываемые только в шотландской службе, повторяются в Великобритании в течение недели, а также показываются при помощи службы BBC iPlayer.